# FC Twente in het seizoen 2016/17 (vrouwen)
Het seizoen 2016/2017 was het 10e jaar in het bestaan van de Enschedese vrouwenvoetbalclub FC Twente. De club kwam uit in de Eredivisie en eindigde op de tweede plaats. In het toernooi om de KNVB beker reikte de ploeg tot de kwartfinale. Hierin was PEC Zwolle, met 3–2, te sterk. In de Champions League werd de ploeg in de achtste finale uitgeschakeld door FC Barcelona.

## Wedstrijdstatistieken

### Eredivisie
|       | Achilles '29 | ADO Den Haag | AFC Ajax  | sc Heerenveen | PEC Zwolle | PSV       | SC Telstar |
| ----- | ------------ | ------------ | --------- | ------------- | ---------- | --------- | ---------- |
| Thuis | 7 – 1        | 3 – 0        | 2 – 2     | 4 – 1         | 1 – 0      | 1 – 1     | 1 – 1      |
| Uit   | 1 – 2        | 3 – 2        | 1 – 0     | 1 – 3         | 1 – 4      | 2 – 5     | 1 – 3      |
|       | 7 – 0 (T)    | 0 – 2 (U)    | 1 – 0 (U) | 3 – 0 (T)     | 2 – 2 (T)  | 3 – 4 (T) | 2 – 7 (U)  |

#### Kampioensgroep 1–4
|       | ADO Den Haag | AFC Ajax | PSV   |
| ----- | ------------ | -------- | ----- |
| Thuis | 5 – 0        | 1 – 1    | 2 – 1 |
| Uit   | 1 – 2        | 1 – 1    | 0 – 1 |

### KNVB beker
| Achtste finale                             | Ter Leede                                             | 1 – 9 (0 – 4)    | FC Twente |  |
| Plaats: Sassenheim Sportpark De Roodemolen | Goal                                                  | Wedstrijdverslag | –' Lineth Beerensteyn –' Renate Jansen –', –' Jill Roord –', –' Ellen Jansen –' Maruschka Waldus –' Sabrine Ellouzi –' Sherida Spitse |  |
| Kwartfinale                                | PEC Zwolle                                            | 3 – 2 (2 – 2)    | FC Twente |  |
| Plaats: Zwolle MAC³PARK stadion            | Nurija van Schoonhoven 15' Yvette van Daelen 30', 57' | Wedstrijdverslag | 42' Ellen Jansen 45' Jill Roord |  |

### Champions League
| Groepsfase                                     | FC Twente | 2 – 1 (2 – 0)    | Ferencvárosi TC                                                                             | Opstelling FC Twente: |
| Plaats: Geesteren Sportpark De Peuverweide     | Renate Jansen 21' Ellen Jansen 45' | Wedstrijdverslag | 55' Inna Zlidnis                                                                            | Lorsheijd, Roetgering, Waldus, Kerkdijk, Worm, Munsterman (46' Van de Ven), Onzia, E. Jansen, Roord, R. Jansen, Bakker (67' Beerensteyn)                                                |
| Groepsfase                                     | FC Twente | 9 – 0 (3 – 0)    | Hibernians FC                                                                               | Opstelling FC Twente: |
| Plaats: Geesteren Sportpark De Peuverweide     | Ellen Jansen 26', 90+3' Kristina Erman 31' Dionne Tonna 45' (ed) Lineth Beerensteyn 59', 61', 84' Maruschka Waldus 82' Sabrine Ellouzi 88' | Wedstrijdverslag |                                                                                             | Lorsheijd, Erman, Waldus, Borgman, Munsterman, Roord (70' Ellouzi), Van de Ven (46' Van den Goorbergh), Darnoud, E. Jansen, Bakker (46' B. Jansen), Beerensteyn 84' E. Jansen           |
| Groepsfase                                     | Konak Belediyespor | 2 – 6 (2 – 3)    | FC Twente                                                                                   | Opstelling FC Twente: |
| Plaats: Hengelo Sportpark Vondersweijde        | Cosmina Dușa 6' Raluca Sârghe 43' | Wedstrijdverslag | 15', 23', 47' Renate Jansen 33' Lineth Beerensteyn 77' Danique Kerkdijk 89' Sabrine Ellouzi | Lorsheijd, Worm, Roetgering, Waldus, Kerkdijk, Onzia, Munsterman, Roord, R. Jansen (56' B. Jansen), E. Jansen (82' Ellouzi), Beerensteyn (79' Bakker) 39' Roetgering, 45+1' Beerensteyn |
| 1/16 finale                                    | FC Twente | 2 – 0 (0 – 0)    | AC Sparta Praag                                                                             | Opstelling FC Twente: |
| Plaats: Hengelo Sportpark Slangenbeek          | Maruschka Waldus 79' Jill Roord 90+1' | Wedstrijdverslag |                                                                                             | Lorsheijd, Worm (81' Erman), Roetgering, Waldus, Kerkdijk, Onzia, Munsterman, Roord, R. Jansen (90' B. Jansen), E. Jansen, Bakker (62' Beerensteyn)                                     |
| 1/16 finale                                    | AC Sparta Praag | 1 – 3 (1 – 1)    | FC Twente                                                                                   | Opstelling FC Twente: |
| Plaats: Praag Strahovstadion                   | Andrea Stašková 34' | Wedstrijdverslag | 28' (ed) Adéla Odehnalová 82' Renate Jansen 89' Jill Roord                                  | Lorsheijd, Roetgering, Erman, Waldus, Kerkdijk, Onzia (90' Ellouzi), Munsterman, Roord (90' Van den Goorbergh), R. Jansen, E. Jansen (79' Bakker), Beerensteyn 47' Beerensteyn          |
| 1/8 finale                                     | FC Barcelona | 1 – 0 (1 – 0)    | FC Twente                                                                                   | Opstelling FC Twente: |
| Plaats: Barcelona Ciutat Esportiva Joan Gamper | Jennifer Hermoso 10' | Wedstrijdverslag |                                                                                             | Lorsheijd, Worm, Roetgering (75' Erman), Waldus, Kerkdijk, Onzia, Munsterman, Roord, E. Jansen, Bakker, Beerensteyn 74' Munsterman, 90' Roord                                           |
| 1/8 finale                                     | FC Twente | 0 – 4 (0 – 2)    | FC Barcelona                                                                                | Opstelling FC Twente: |
| Plaats: Hengelo Sportpark Slangenbeek          | | Wedstrijdverslag | 18' Marta Torrejón 37' Andressa Alves 79' Bárbara Latorre 86' Ange N'Guessan                | Lorsheijd, Worm, Roetgering (87' Darnoud), Waldus, Kerkdijk, Onzia, Munsterman, Roord, R. Jansen (81' Ellouzi), E. Jansen, Beerensteyn (56' Bakker) 71' Worm                            |

## Statistieken FC Twente 2016/2017

### Eindstand FC Twente Vrouwen in de Eredivisie 2016 / 2017
| Stand | Gespeeld | Gewonnen | Gelijk | Verloren | Punten | Doelpunten voor | Doelpunten tegen | Gele kaarten | Rode kaarten |
| ----- | -------- | -------- | ------ | -------- | ------ | --------------- | ---------------- | ------------ | ------------ |
| 2e    | 21       | 13       | 4      | 4        | 43     | 62              | 25               | 14           | 0            |

### Eindstand FC Twente Vrouwen in de kampioensgroep 1–4 2016 / 2017
| Stand | Gespeeld | Gewonnen | Gelijk | Verloren | Punten | Doelpunten voor | Doelpunten tegen | Gele kaarten | Rode kaarten |
| ----- | -------- | -------- | ------ | -------- | ------ | --------------- | ---------------- | ------------ | ------------ |
| 2e    | 6        | 4        | 2      | 0        | 36     | 12              | 4                | 2            | 1            |

### Topscorers
| #      | Naam              | Goal |
| ------ | ----------------- | ---- |
| 1.     | Ellen Jansen      | 20   |
| 2.     | Ellen Jansen      | 9    |
| 2.     | Jill Roord        | 9    |
| 3.     | Eshly Bakker      | 8    |
| 4.     | Renate Jansen     | 6    |
| 5.     | Sherida Spitse    | 5    |
| 6.     | Sabrine Ellouzi   | 3    |
| 7.     | Bente Jansen      | 2    |
| 7.     | Lenie Onzia       | 2    |
| 7.     | Maruschka Waldus  | 2    |
| 7.     | Siri Worm         | 2    |
| 8.     | Danique Kerkdijk  | 1    |
| 8.     | Marthe Munsterman | 1    |
| 8.     | Maud Roetgering   | 1    |
| Totaal | Totaal            | 74   |

| #      | Naam               | Goal |
| ------ | ------------------ | ---- |
| 1.     | Ellen Jansen       | 3    |
| 1.     | Jill Roord         | 3    |
| 2.     | Lineth Beerensteyn | 1    |
| 2.     | Sabrine Ellouzi    | 1    |
| 2.     | Renate Jansen      | 1    |
| 2.     | Sherida Spitse     | 1    |
| 2.     | Maruschka Waldus   | 1    |
| Totaal | Totaal             | 11   |

| #                | Naam                               | Goal |
| ---------------- | ---------------------------------- | ---- |
| 1.               | Renate Jansen                      | 5    |
| 2.               | Lineth Beerensteyn                 | 4    |
| 3.               | Ellen Jansen                       | 3    |
| 4.               | Sabrine Ellouzi                    | 2    |
| 4.               | Jill Roord                         | 2    |
| 4.               | Maruschka Waldus                   | 2    |
| 5.               | Kristina Erman                     | 1    |
| 5.               | Danique Kerkdijk                   | 1    |
| Eigen doelpunten |                                    |      |
| 1.               | Adéla Odehnalová (AC Sparta Praag) | 1    |
| 1.               | Dionne Tonna (Hibernians FC)       | 1    |
| Totaal           | Totaal                             | 22   |

### Kaarten
| #      | Naam              |    |
| ------ | ----------------- | -- |
| 1.     | Eshly Bakker      | 2  |
| 1.     | Danique Kerkdijk  | 2  |
| 1.     | Marthe Munsterman | 2  |
| 1.     | Maruschka Waldus  | 2  |
| 1.     | Siri Worm         | 2  |
| 2.     | Jade Adan         | 1  |
| 2.     | Anouk Borgman     | 1  |
| 2.     | Kristina Erman    | 1  |
| 2.     | Renate Jansen     | 1  |
| 2.     | Lenie Onzia       | 1  |
| 2.     | Jill Roord        | 1  |
| Totaal | Totaal            | 16 |

| #      | Naam        |   |
| ------ | ----------- | - |
| –      | Geen speler | 0 |
| Totaal | Totaal      | 0 |

| #      | Naam      |   |
| ------ | --------- | - |
| 1.     | Siri Worm | 1 |
| Totaal | Totaal    | 1 |

## Voetnoten
Achilles '29 · 
ADO Den Haag · 
Ajax · 
sc Heerenveen · 
PEC Zwolle · 
PSV · 
SC Telstar VVNH · 
FC Twente